# Característiques elèctriques dels altaveus dinàmics

Diagrama que mostra la variació d'impedància d'un altaveu de gamma mitjana típica. La impedància nominal es determina normalment en el punt més baix després de la ressonància. Tanmateix, és possible que la impedància de baixa freqüència sigui encara inferior a aquesta.

Les principals Característiques elèctriques dels altaveus dinàmics són la seva impedància elèctrica en funció de la freqüència. Es pot visualitzar traçant-lo com un gràfic, anomenat corba d'impedància.

## Explicació
El tipus de controlador més comú és un transductor electromecànic que utilitza una bobina de veu connectada rígidament a un diafragma (generalment un con). Altres tipus tenen connexions similars, tot i que difereixen en detall, entre el seu entorn acústic i les seves propietats elèctriques.

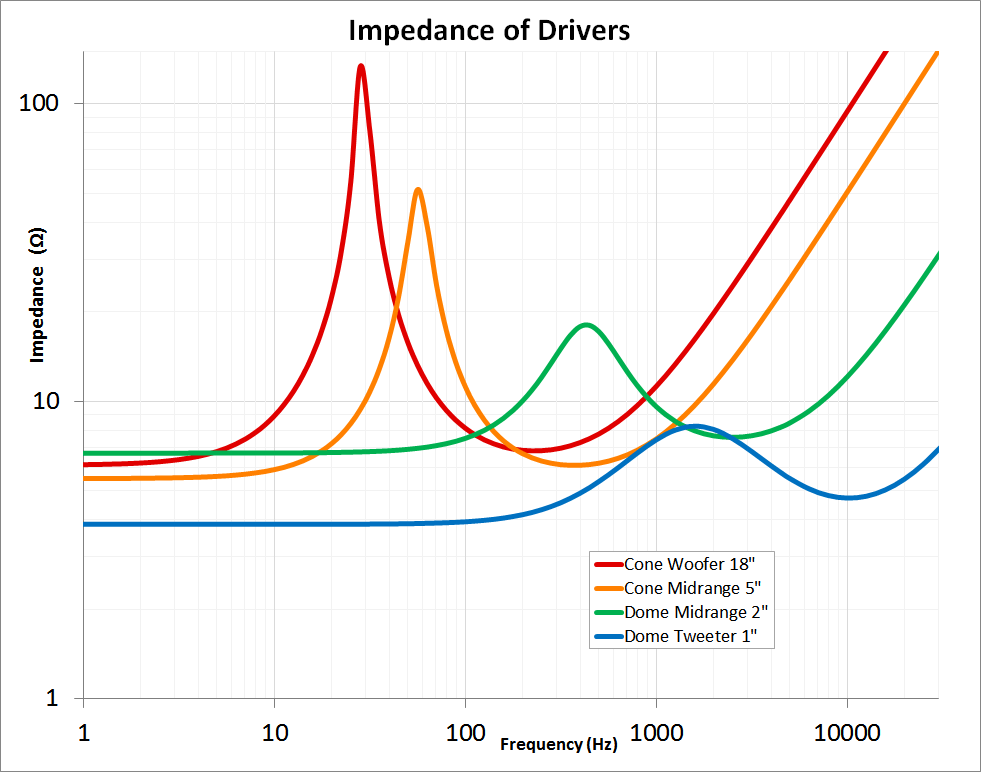
Impedància d'un controlador de con de baix (Visaton PAW 46 - 8 ohm), un controlador de con de gamma mitjana (Visaton AL 130M - 8 ohm), un con de gamma mitjana (Visaton DSM 50 FFL - 8 ohm) i un tweeter de cúpula (Peerless H26TG35-06).

La bobina de veu dels controladors de bobina mòbil està suspesa en un camp magnètic proporcionat per l'estructura imant de l'altaveu. Quan el corrent elèctric flueix per la bobina de veu (des d'un amplificador electrònic), el camp magnètic creat per la bobina reacciona contra el camp fix de l'imant i mou la bobina de veu (i per tant el con). El corrent altern mourà el con cap endavant i cap enrere.

## Ressonància
El sistema mòbil de l'altaveu, que consisteix en el con, la suspensió del con, l'aranya i la bobina de veu, es pot modelar com una massa efectiva (sistema molla-massa), una massa suspesa per una molla. Aquest sistema té una massa i una rigidesa característiques, i una freqüència de ressonància a la qual el sistema vibrarà lliurement.
Aquesta freqüència es coneix com la "ressonància d'espai lliure" de l'altaveu i es designa amb Fs.A aquesta freqüència, la bobina de veu vibra al camp magnètic de l'altaveu amb una amplitud i velocitat màximes de pic a pic. L'EMF posterior generat per aquest moviment també està al màxim. La impedància elèctrica de l'altaveu varia amb l'EMF posterior i, per tant, amb la freqüència aplicada. La impedància és al seu màxim a Fs, mostrat com a Zmax al gràfic.
Per a freqüències just per sota de la ressonància, la impedància augmenta ràpidament a mesura que la freqüència augmenta cap a Fs i és de naturalesa inductiva. A la ressonància, la impedància és purament resistiva. A mesura que la freqüència augmenta per sobre de Fs, la impedància baixa; es comporta de manera capacitiva. La impedància arriba a un valor mínim, Zmin, a una freqüència on el comportament és bastant resistent en algun rang. La impedància nominal o nominal d'un altaveu (Znom) es deriva d'aquest valor Zmin, explicat més endavant.
Més enllà del punt Zmin, la impedància torna a ser en gran manera inductiva i continua augmentant gradualment amb la freqüència. La freqüència Fs i les freqüències per sobre i per sota d'ella on hi ha la impedància 1√2 Z max són importants per determinar els paràmetres Thiele/Small de l'altaveu. Aquests es poden utilitzar, per exemple, per dissenyar un recinte adequat per al controlador, especialment per als controladors de baixa freqüència. De fet, F s és un dels paràmetres Thiele/Small.

## Impedància mínima
Aquest és el valor mínim de la relació entre la impedància i la freqüència, que sempre és superior a la resistència de corrent continu de la bobina de veu, és a dir, mesurada per un ohmímetre. La impedància mínima és significativa perquè com més baixa sigui la impedància, més gran ha de ser el corrent a la mateixa tensió d'accionament. Els dispositius de sortida d'un amplificador estan classificats per a un cert nivell de corrent màxim, i quan aquest es supera, els dispositius de vegades, amb més o menys rapidesa, fallen.

## Impedància nominal
A causa de la naturalesa reactiva de la impedància d'un altaveu sobre les freqüències de la banda d'àudio, en principi és impossible donar a un altaveu un valor únic per a la qualificació d'impedància, com es pot suposar a partir de la corba d'impedància en funció de la freqüència anterior. La impedància nominal d'un altaveu és una referència còmoda i d'un sol nombre que descriu de manera vaga el valor d'impedància de l'altaveu en la major part de la banda d'àudio. La impedància nominal d'un altaveu es defineix com:
{\displaystyle Z_{\mathrm {nom} }=1.15\cdot Z_{\mathrm {min} }}